# І
І, і は、キリル文字のひとつ。ギリシャ文字の Ι（イオタ）に由来し、ラテン文字の I と同形。スラヴ語では現在はウクライナ語やベラルーシ語でのみ用いられるが、1918年まではロシア語でも用いられていた。スラヴ語以外ではカザフ語、ハカス語、コミ語でも用いられる。また、対応するグラゴル文字は（i、イ）である。

## 呼称
- ウクライナ語: І десятеричне（10のІ）
- ベラルーシ語: І
- （1918年まで）ロシア語: І с точкой（点付きのІ）、І десятеричное（10のІ）、І латинский（ラテン語のІ）

## 音素
原則として非円唇前舌狭母音 [i] (IPA) およびその類似音を表す。

## アルファベット上の位置
ウクライナ語の第 12 字母、ベラルーシ語の第 10 字母、カザフ語の第 38 字母である。

## ロシア語旧正書法におけるІ
ロシア語旧正書法（1918年まで）では、以下の場合に І が用いられていた。
- 母音および Й の前 (исторія, русскій, Іерусалимъ)。ただし合成語となった結果Иが母音の前に来る場合はІとはしない (пяти + угольникъ → пятиугольникъ → пятиугольникъ)。
- 「世界」を意味する мир (міръ)。なお、「平和」を意味する мир は миръ。

また、語頭に来る場合や母音に挟まれている場合はしばしば Й ([j]) のように発音された (іодъ, маіоръ)。

## 古代教会スラヴ語におけるІ
古代教会スラヴ語では、前述のロシア語旧正書法と同様の使い分けの他、更にギリシア語に由来する単語において、元々のギリシア語での Ι（イオタ）とΗ（イータ）の使い分けを І とИに反映させていた。各言語で「10のイ」と呼ばれるのは古代教会スラヴ語で10の数値を持っていたためである。

## Іに関わる諸事項
- І とИは、元々はスラヴ語における音の違いを表すものというより、ギリシア語からの外来語での Ι（イオタ）とΗ（イータ）の区別を表すものだった。現在いくつかの言語で見られる І とИの使い分けは、後世に導入されたものである。
- ウクライナ語ではИは [ɪ] を表し、この文字が [i] を表す。ただし、ロシア語のИよりもさらに軟化の度合いが強いとされる。
- ベラルーシ語では [i] はこの文字で表す。Иは用いられない。
- ロシア語では1918年の文字改革でИに統合された。

## 符号位置
| 大文字 | Unicode | JIS X 0213 | 文字参照        | 小文字 | Unicode | JIS X 0213 | 文字参照        | 備考 |
| ------ | ------- | ---------- | --------------- | ------ | ------- | ---------- | --------------- | ---- |
| І      | U+0406  | ‐          | &#x406; &#1030; | і      | U+0456  | ‐          | &#x456; &#1110; |      |

## 関連
- И - ロシア語・ブルガリア語・セルビア語等のイ（8 のイ、イジェ）
- Ӏ - コーカサス諸語のパーロチカ（棒）。
- Ι - ギリシャ文字
- I - ラテン文字